# 立川バス

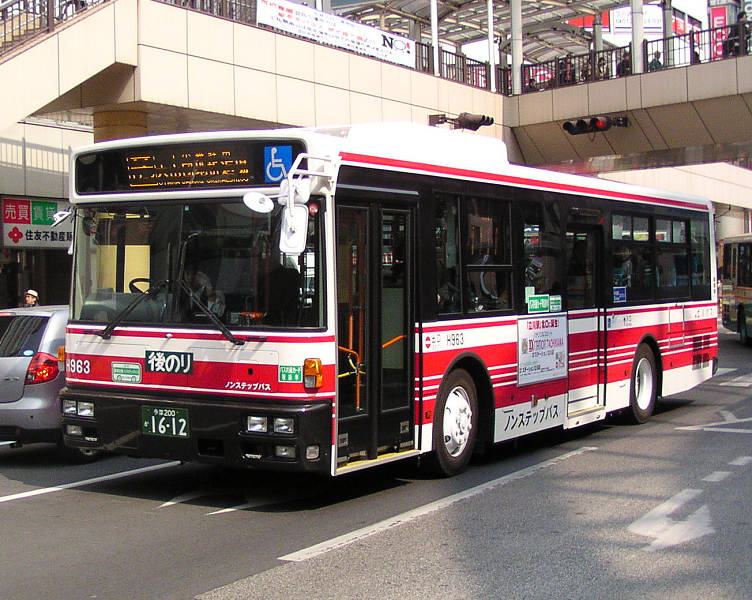
立川バスの一般路線仕様

立川バス株式会社（たちかわバス、英: Tachikawa bus co. ltd.）は、東京都立川市高松町に本社を置くバス事業者。小田急電鉄の連結子会社で、小田急グループに属する。
2000年から2018年まで、一部路線が分離子会社のシティバス立川へ移管されていたが、再統合により全路線が立川バスの運行となっている。

## 概要
一般路線バスを東京都多摩地域の北多摩中西部（立川市、国立市、武蔵村山市、東大和市、昭島市、小平市、国分寺市）、西多摩東部（福生市、羽村市、瑞穂町）で運行しており、一部埼玉県所沢市まで乗り入れている。かつては、八王子市やあきる野市、埼玉県入間市にも乗り入れを行っていた。
立川駅、玉川上水駅、国立駅、箱根ケ崎駅、拝島駅、昭島駅、矢川駅、谷保駅、福生駅、羽村駅、花小金井駅、東中神駅、国分寺駅、西武立川駅などが運行拠点である。
空港連絡バス・高速バス（2018年6月まで子会社のシティバス立川が担当）、および観光バスの運行、特定輸送も行なっている。
車両総台数は219台（国交省、移動円滑化基準適用除外認定車両を除く）、うちノンステップ車は200台である（2017年3月31日現在）。
バス以外での業種は、TBKビルでの不動産業、旅行業、清掃請負業などがある。

## 沿革

### 立川自動車運輸の設立
立川バスは1929年に前身である立川自動車運輸として創立され、翌1930年には路線の運行を開始した。当時の運行区間は、立川（立川駅北口） - 宮沢 - 拝島（現・拝島大師付近）と立川 - 村山 - 箱根ケ崎である。本社は立川町字吾妻町（現・立川市曙町二丁目）におかれた。拝島線は現在とほぼ同じ経路であるが、村山線の方は当時の道路状況から、旧立川飛行場付近で現在と一部異なっていた。
立川自動車運輸は1937年に五日市鉄道（現在のJR五日市線・拝島駅 - 武蔵五日市駅間）の傘下に入ることになり、同社が経営するこの鉄道路線は、1930年 - 1944年は立川 - 拝島間に青梅電気鉄道（現在のJR青梅線）とは別の線も持っていた。この路線と立川自動車運輸の拝島線がほぼ並行していたことが買収を行った理由である。
五日市鉄道傘下となった後、立川自動車運輸は五日市鉄道沿線とさらに奥へ、拝島 - 牛浜 - 平井 - 五日市、五日市 - 檜原本宿、五日市 - 養沢について免許申請を行っている。しかし、この区間は五王自動車（現・西東京バスの五日市エリア付近）の既存区間であり、戦時中で不要不急という判断から、却下された。
1940年、南武鉄道（現在のJR南武線）が五日市鉄道を合併し、それと同時に立川自動車運輸も南武鉄道の傘下となった。その際南武鉄道も川崎市溝口にバス路線を有していたため、同社の路線は立川自動車運輸に引き継がれた（溝口営業所）が、まもなく軍需輸送上の国策によって南武鉄道と青梅電気鉄道は国有化の矢面に立たされ、結局、1944年4月に両社は国に買収され、南武線と青梅線は国鉄の路線となる。なお、被買収企業はしばらく会社の解散をせず、南武鉄道も立川自動車運輸など子会社の管理と関連事業を経営するために存続した（現在の太平洋不動産）。

### 立川バスとして再出発
1947年に立川自動車運輸は現在の立川バスに社名を変更し、再スタートをきった。開業以降、ほとんど路線の新設・改変もなかった立川自動車運輸だったが、この年に奥多摩振興（現在の西東京バス青梅営業所が相当）より路線を買収することで、路線の拡充が始まることとなる。そのときの区間は、国分寺 - 拝島、拝島 - 小荷田等の4区間であり、これにより砂川や国分寺なども営業エリアとすることとなった。
1951年（昭和26年）5月からは貸切バス事業を開始。立川バスが所有する観光バスの車体に『サザエさん』の登場人物を描き「サザエさん観光」として運行していたが、許可を得ていなかったとして1971年に作者の長谷川町子から使用差し止め要求があり、裁判の結果、立川バスは長谷川へ損害賠償を支払う結果となった（サザエさんバス事件）。
また1951年には川崎市より川崎市北部地区の路線を整備するため、溝口営業所の路線を買収したいとの要請があった。この交渉がまとまり、翌1952年に同営業所は川崎市交通部（当時。現：川崎市交通局）に譲渡された。譲渡された路線は以下の4線である。
- 溝ノ口駅 - 蔵敷（ぞうしき）間（現・柿生線）
- 溝ノ口駅 - 調布間（現・久地線・西菅線。実際は矢ノ口まで。）
- 溝ノ口駅 - 成城学園前駅間（実際は運行されず。）
- 登戸 - 生田間（登戸線。生田は生田駅周辺ではなく、現在の多摩警察署前周辺。）

川崎市は1952年8月1日に蔵敷線（溝ノ口駅-蔵敷）・矢ノ口線（溝ノ口駅-矢ノ口）・登戸線（溝ノ口駅-登戸）の運行を開始した（川崎市外の矢ノ口-調布間と高津-成城学園前駅間については、川崎市が運行するのは不適当だとして運輸大臣が譲渡を認可しなかった）。
1954年9月に小田急電鉄の傘下となり、小田急グループの1社となった。これを機に、立川バスはその営業域の拡充をさらに押し進めることとなった。しかし、昭和30年代には多摩地域でのエリア分けが一段落しつつあったので、新規開業路線は他社との相互乗り入れという形で進められた。その例として、五王自動車（現・西東京バス）との相互乗り入れによる立川駅北口 - 福生 - 五日市線等が挙げられる。一時期は埼玉県所沢市北野地区へも路線を延ばしていた。
1960年代後半から1970年代にかけては長距離路線の整理が行われるようになる。立川バスに限らず都内のバス路線は、それまでエリア拡大のために他事業者との相互乗り入れ路線を多数持っていたが、交通渋滞やそれに伴う乗客の減少などによりメリットよりデメリットが多くなってきた。このことから、各事業者とも長距離路線を短縮し、自社のエリア内のみを走る路線にまとめていくようになった。同時期には鉄道の高速化により、鉄道と完全に並行する路線は分割され、隣接する駅間を補完する路線に転化するか廃止する方向へ向かっていった。
一方で高度経済成長を背景に、1960年代には東京都心のベッドタウンとして多摩地域には大規模な団地造成が行われ、立川バスでも団地輸送路線が次々に新設された。中でも1966年4月に入居開始した都営村山団地と立川駅を結ぶ村山団地線は立川バスのドル箱路線となった。路線新設やバスの台数増加に伴い、1963年には拝島営業所を新設。また本社併設の高松町営業所と芋窪街道沿いにあった砂川営業所が手狭となったため、1966年に上水営業所を新設した。
1976年に立川基地が返還され、立川駅北西部の基地跡地に道路や施設が整備された。まず、高松町一丁目から基地跡沿いの南北に道路が整備された。その後、曙町一丁目から泉町まで滑走路を転用した道路が新造され、その道路沿いに防災センターが新設された。これに伴い、立川バスも箱根ヶ崎線の一部が新道経由となり、砂川循環線（現在は廃止）・防災循環線などが新設された。その後、立川消防署・立川警察署・国立立川病院の移転に伴い、立川消防署循環線なども新設され、さらにルートの一部も変更された。
1990年4月より深夜急行バス新宿線（新宿駅 - 立川駅）を運行開始、1992年4月には渋谷まで延伸した（渋谷駅 - 新宿駅 - 立川駅）。しかし深夜急行バスは1997年3月に廃止されている。
1991年には高速バス事業に参入し、3月より空港連絡バス成田空港線を運行開始。翌4月には夜行高速バス神戸線「シャルム号」を運行開始した（担当は拝島営業所）。これは立川バスでは初にして唯一の夜行高速バスであった。その後 「シャルム号」は2008年11月16日にシティバス立川へ移管されたが、翌2009年5月13日の出発便を最後に撤退し、夜行高速バスの運行はなくなった。
1990年代の地方博覧会ブームを受け、1993年には「TAMAらいふ21」が昭和記念公園をメイン会場として開催され、立川基地跡の北西部（窪方停留所付近）に簡単な遊園地が作られた。立川バスも会期中には立川駅北口 - TAMAらいふ21会場を結ぶ臨時バスを運行した。

### 多摩都市モノレール開業後
1998年11月27日、多摩都市モノレールが上北台 - 立川北間で開業（先行開業区間）。これにより村山団地線・芋窪線・芝中団地線・南街線などが多摩都市モノレール線と競合することになり、上水営業所担当路線を中心に大幅な路線改変が行われた。さらに、2000年1月10日のモノレール延伸開業（立川北 - 多摩センター間）に合わせる形で全営業所の路線再編（一部路線は1999年11月に先行実施）が行われた。
立川駅 - 玉川上水駅間は主力路線の村山団地線と並行しており、通勤通学客の多くがモノレールに移行した影響は大きかった。少子高齢化などにより他地域の不採算路線をカバーしていた主力路線が大幅減収となったため、同社は企業再生の対象となり自主再建の道を選択した。
企業再建策として、2000年4月1日には分社化と不採算路線の管理受委託制度を開始し、分離子会社としてシティバス立川を設立。拝島営業所内にシティバス立川拝島営業所を置き、同年10月1日より福生団地線を移管、4路線の運行を委託した。同時に9月30日をもって国立営業所を閉鎖し3営業所体制とするなど、再建に向けてさまざまな経営合理化が行われた。さらに2008年11月には、高速バス路線と田中町団地線もシティバス立川に移管した。
2000年代に入ると、立川駅周辺の再開発による発展、日産自動車村山工場跡地のダイヤモンドシティ・ミュー（現：イオンモールむさし村山）開業、宗教施設「真如苑応現院」の進出などが後押しし、企業再建は着実に進んだ。2006年には応現院シャトルバス輸送のため曙営業所が新設されている。
2018年7月1日に福生営業所を新設し、拝島営業所および瑞穂営業所を閉鎖。両営業所の機能は福生営業所に統合され、担当路線は移管された。同時にシティバス立川を吸収合併し、同社担当路線はすべて立川バスが運行することとなった。

### 年表

#### 創業 - 立川バス成立
- 1929年（昭和4年）10月20日：立川自動車運輸株式会社を設立[2]。
- 1937年5月：五日市鉄道が立川自動車運輸を買収。
- 1940年5月：南武鉄道が五日市鉄道を合併、南武鉄道の子会社となる。
- 1944年4月1日：南武鉄道が国有化され南武線となる。
  - 南武鉄道の国有化に伴い、南武鉄道の溝ノ口地区でのバス事業が立川自動車運輸の管理下に置かれる[6]。
- 1947年（昭和22年）
  - 3月1日：立川自動車運輸から立川バス株式会社へ商号変更[2]。
  - 奥多摩振興から拝島駅発着の4路線を譲受[6]。
- 1950年（昭和25年）：本社を立川市高松町へ移転、併設の高松町営業所を開設[6]。南武鉄道から引き継いだ溝ノ口営業所を開設。
- 1951年（昭和26年）
  - 5月1日：貸切バス事業を開始[2]。車体に『サザエさん』のキャラクターを描き「サザエさん観光」として観光バスを運行開始（1970年12月31日まで運行）[5]。「サザエさん観光」の愛称は公募により決定した[5]。
- 1952年（昭和27年）：溝ノ口営業所を川崎市交通部（現：川崎市交通局）へ譲渡[6]。
- 1953年（昭和28年）2月7日：ハイヤー事業を開始。

#### 小田急グループ入り
- 1954年（昭和29年）
  - 日付不明：砂川営業所を開設[6]。
  - 9月10日：小田急電鉄の傘下となる[2][6][7]。
  - 小田急グループ入りに伴い、路線車・貸切車を独自塗装から小田急バスカラーに変更。小田急バスと同じ「犬マーク」レリーフも取り付けられた。
- 1963年（昭和38年）
  - 3月：不動産事業を開始（分譲事業）。
  - 11月1日：拝島営業所を開設[7]。
- 1966年（昭和41年）
  - 6月2日：上水営業所を開設[6][7]。
  - 日付不明：国立操車場を開設[6]。
- 1968年（昭和43年）1月1日：立川タクシー株式会社を設立。
- 1970年（昭和45年）：国立操車場が国立営業所へ昇格[6]。
- 1971年（昭和46年）
  - 1月11日：長谷川町子が立川バスに対し『サザエさん』の絵を無断使用されたとして使用差し止め請求を起こす（サザエさんバス事件）[5]。これは日本で初めて漫画キャラクターの著作権が争われた訴訟として注目された。
  - 「サザエさん観光」の名称とイラスト使用中止、貸切車では車両更新とともに独自塗装と「TBK」ロゴを制定。
  - 小田急バス同様の「犬マーク」レリーフを車体から撤去。
- 1972年（昭和47年）
  - 4月：不動産賃貸事業を開始。
  - 12月：「TBK第1高松ビル」開業（現：本社ビル）[2]。
- 1976年（昭和51年）5月26日：東京地裁でサザエさん事件訴訟の判決が下り、立川バス側が敗訴[5]。損害賠償の支払いを命じられる[5]。
- 1979年（昭和54年）8月：「TBK第2高松ビル」開業[2]。
- 1980年（昭和55年）7月1日[8]：武蔵村山市内循環バスが運行開始[6][8]、上水営業所が担当[6]。全国的にも早期の開業で、コミュニティバスの先駆けとなる[6][7]。
- 1987年（昭和62年）5月：「TBK前橋賃貸店舗ビル」開業[2]。
- 1989年（平成元年）：拝島営業所瑞穂支所が瑞穂営業所へ昇格[7]。
- 1990年（平成2年）4月：深夜急行バス新宿線（新宿駅 - 立川駅）を運行開始[2]。
- 1991年（平成3年）
  - 3月：空港連絡バス成田空港線を運行開始[2]。高速バス事業に参入、高速車専用カラーを制定[10]。
  - 4月：夜行高速バス神戸線「シャルム号」運行開始[2]、夜行高速バスへ参入。拝島営業所が担当。スーパーハイデッカーの専用車（三菱ふそう・エアロクィーン）を導入。
- 1992年（平成4年）
  - 4月：深夜急行バス新宿線が渋谷へ延伸（渋谷駅 - 新宿駅 - 立川駅 - 若葉台団地）[2][7]。
  - 7月：「TBK立川曙ビル」開業[2]。
- 1993年（平成5年）1月：「シャルム号」を舞子駅まで延伸[2]。
- 1997年（平成9年）3月：深夜高速バスを廃止[2]。

#### 多摩都市モノレール開業後
- 1998年（平成10年）11月27日：多摩都市モノレール線上北台駅 - 立川北駅間が先行開業。
- 1999年（平成11年）10月1日：多摩都市モノレール開業に合わせ、武蔵村山市内循環バスを再編。愛称が「MMシャトル」となる[11]。
- 2000年（平成12年）
  - 1月10日：多摩都市モノレール線立川北駅 - 多摩センター駅が延伸開業。
  - 4月1日：分離子会社としてシティバス立川を設立[2]。
  - 7月13日：空港連絡バス羽田空港線を運行開始[2]。
  - 9月30日：国立営業所が廃止。
  - 10月1日 - シティバス立川が乗合バス事業を開始[2]、拝島営業所から福生団地線を移管。
- 2001年（平成13年）
  - 1月：シティバス立川が貸切バス事業を開始[2]。
  - 12月[12]1日：昭島市コミュニティバス「Aバス」運行開始、拝島営業所が受託[7]。
- 2002年（平成14年）12月[12]：立川市コミュニティバス「くるりんバス」運行開始、上水営業所が受託[7]。
- 2003年（平成15年）3月[12]：国立市コミュニティバス「くにっこ」運行開始、上水営業所が受託[7]。
- 2006年（平成18年）3月：真如苑の宗教施設「恒明湧祥之舎応現院」へのシャトルバス輸送のため、曙営業所を開設[7]。
- 2007年（平成19年）：拝島営業所で「リラックマバス」運行開始[7]。
- 2008年（平成20年）
  - 日付不明：PASMOを導入（上水営業所、拝島営業所、瑞穂営業所、曙営業所、シティバス立川）。
  - 3月29日：国分寺市コミュニティバス「ぶんバス」西町ルート（国立駅北口発着）運行開始、上水営業所が受託[7]。
  - 11月16日：空港連絡バス成田空港線・羽田空港線、「シャルム号」をシティバス立川へ移管。
- 2013年（平成25年）
  - 1月：本社ビル1階に「立川バスライブラリー」を開設[13]。
  - 11月22日：高速バス立川飯田線を運行開始。シティバス立川が担当（京王バス南・伊那バス・信南交通と共同運行[14]）。中央高速バスに参入。
- 2015年（平成27年）10月：本社ビル改修工事に伴い「立川バスライブラリー」を閉鎖[13]。
- 2016年（平成28年）11月：「立川バスライブラリー」がリニューアルオープン[13]。
- 2018年（平成30年）
  - 7月1日
    - 福生営業所を新設[9]。
    - 拝島営業所と瑞穂営業所を廃止、福生営業所へ統合[9]。
    - 立川バスがシティバス立川を吸収合併[9]。

  - 8月18日：高速バス御殿場線（立川駅・パレスホテル立川・矢川駅 - 御殿場プレミアム・アウトレット）運行開始[15]。土日祝日のみ運行[15]。
- 2020年（令和2年）
  - 4月11日：新型コロナウイルス感染症の影響により、空港連絡バス成田空港線がこの日から全便運休[16]。
  - 4月19日：新型コロナウイルス感染症の影響により、高速バス立川 - 飯田線がこの日から全便運休[17]。

- 2021年（令和3年）
  - 10月1日瑞穂町コミュニティバスが運行開始予定福生営業所が受託（瑞穂町福祉バス廃止に伴う自治体交通）[18][19]

- 2024年（令和6年）
  - 2月15日曙営業所を閉鎖[20]

## 営業所
各営業所の担当路線の詳細は、営業所の記事を参照のこと。現行営業所・廃止営業所ごとに開設年順。

### 現行営業所
- 上水営業所（記号：J）
  - 東京都立川市幸町5丁目87番2号[2]
  - 1966年[7]6月開設。現存する最古の営業所。
  - 担当路線 
    - 一般路線バスは「運行系統一覧・上水営業所」を参照。
    - 応現院線　立川線・玉川上水線　
路線は曙営業所閉鎖にともない、福生営業所所属とともに車両を振り分けされ、社号の後ろに「J」の表記があるものが上水営業所所属。
    - コミュニティバス
      - くるりんバス（立川市）
      - くにっこ（国立市）
      - ぶんバス西町ルート（国分寺市）

    - シャトルバス
      - 立川競輪場無料送迎バス（競輪開催日運行）

- 福生営業所 (記号 : F)
  - 東京都福生市志茂151番地[2]
  - 2018年7月1日開設
  - 拝島営業所と瑞穂営業所の統合により開設。
  - 担当路線
    - 一般路線バスは「運行系統一覧・福生営業所」を参照。
    - コミュニティバス
      - MMシャトル（武蔵村山市）瑞穂営業所から移管
      - Aバス（昭島市）拝島営業所から移管
      - 瑞穂町コミュニティバス（瑞穂町）瑞穂町福祉バスのコミュニティバス化に伴い新設[18][19]

    - 高速バス
      - 空港連絡バス（羽田空港線・成田空港線）
      - 立川飯田線、御殿場線

    - シャトルバス
      - 立川競輪場無料送迎バス（競輪開催日運行）
      - スパリゾートハワイアンズ宿泊者無料送迎バス

### 廃止営業所
- 高松町営業所（記号：A）
  - 東京都立川市高松町に所在
  - 1950年開設[7]。廃止時期不明。
  - 立川バス最初の営業所。1950年に本社を高松町へ移転し、同時に本社併設の営業所として開設[7]。

- 溝口営業所
  - 川崎市高津区に所在
  - 1950年開設[7]
  - 1952年、川崎市交通局に譲渡されて廃止[7]
  - 詳細は「川崎市交通局#廃止された営業所」を参照。
  - 立川自動車運輸が五日市鉄道に買収され、さらに五日市鉄道が南武鉄道に買収される。戦時統合により鉄道路線が国有化され、南武鉄道のバス溝口営業所が立川自動車運輸に引き継がれた。
  - 戦後の1950年に立川バスに正式に譲渡され、1952年に川崎市交通部（現：川崎市交通局）が買収し、川崎市バス溝口営業所とした。
  - 所在地は武蔵溝ノ口駅・溝の口駅の駅前だったが、川崎市バス溝口営業所となってから、駅前の敷地が手狭なため移転している（その後廃止）。

- 砂川営業所（記号：B）
  - 東京都立川市幸町１丁目３５−7
  - 1954年開設[7]。廃止時期不明。
  - 戦後の路線・車両の増加にともない、本社併設の高松町営業所が手狭になったため開設された。
  - 1990年代まで営業を続け、末期は高速バス・貸切バスの営業所となっていた。
    - なお立川バスでは、1991年2月に空港連絡バス、同年4月に夜行高速バス立川 - 神戸線「シャルム号」に参入している[6]。

  - その後、拝島営業所に統合されて廃止された。

- 拝島営業所（記号：H）
  - 東京都昭島市拝島町3丁目15番4号[21]
  - 1963年開設[7]。
  - 閉鎖時の担当路線：すずかけ循環線、拝島本線、昭島線、立川・東中神線、大山団地線、東中神北循環、松中線、砂拝線、堀向線、拝島循環、堀向線、昭島・福生団地線、音高線・郵政循環、富士見町団地線、立川南口線、Aバス（昭島市コミュニティバス）
  - 2000年のシティバス立川設立により、シティバス立川拝島営業所を敷地内に併設[21]。
  - 2018年7月1日、瑞穂営業所と統合し、福生営業所へ移行したことにより閉鎖[9]。シティバス立川拝島営業所も同時に廃止。
  - 営業所廃止後も拝島操車場として使用され「拝島操車場」バス停留所も現存する。

- 国立営業所（記号：K）
  - 東京都国立市谷保3158-3
  - 1966年、国立操車場として開設[7]。
  - 1970年、国立営業所に昇格[7]。
  - 2000年9月30日をもって廃止、上水営業所国立操車場となる。
  - 国立地区の路線拡充にともない、操車場として暫定開設後、営業所に昇格した。多摩都市モノレール開業の影響による経営合理化と路線再編により廃止。管轄路線は上水営業所と拝島営業所に移管された。
  - 営業所廃止後も国立操車場として使用され「国立操車場」バス停留所も現存する。

- 瑞穂営業所（記号：M）
  - 東京都西多摩郡瑞穂町箱根ケ崎字池廻り640-1[21]
  - 1989年開設（当初は拝島営業所瑞穂支所）[6]
  - 閉鎖時の担当路線：箱根本線、市民会館線、瑞穂営業所線、三ツ藤線、立川イオン線、立川消防署線、昭島･箱根ヶ崎線、昭島･IHI線、瑞穂線、団地東線、長岡線、長岡循環線、羽村高校線、武蔵村山市内循環（MMシャトル）
  - 2018年7月1日、拝島営業所と統合し、福生営業所へ移行したことにより閉鎖[9]。
  - 閉鎖後に「瑞穂営業所」バス停留所は「岩蔵街道入口」に改称された。

- 横田営業所
  - 東京都福生市米軍横田基地内に所在[22]
  - 2000年代に開設[22]
  - 米軍基地内における特定輸送専用の営業所[22]。
  - 在日米軍の基地内特定輸送という性格上、運行内容は非公開であった。スクールバスなども運行していた。
  - その後、横田基地との契約が競争入札制に切り替えられ、他社が落札したため撤退している[22]。2015年頃に撤退。
  - 立川バス公式サイト「会社概要」営業所一覧に記載なし[2][21]。
  - 横田営業所の車両
小田急バスからの移籍車を転用したり、自社発注の経年車を転用して運行していたが[6]、のちに横田基地が自前で用意した車両の運行を受託する形態に改められた。
    - 小田急バスからの移籍車
      - エアロスター (P-MP218M) - 1985年式2台・1986年式2台[6]

    - 自社発注貸切車の転用車
      - エアロクィーンW (P-MU525TA) - 1123号車・1124号車（1986年式）[6]
      - エアロクィーンM (P-MS729S) - 1125号車（1990年式）[6]

- 曙営業所（記号：A）
  - 東京都立川市曙町1丁目24番11号[2]
  - 2006年開設[7]
  - 担当路線：応現院線（立川便・上水便）
  - 真如苑応現院へのシャトルバス、昭和記念公園プールシャトルバス（夏季運行）のみを担当する営業所。
  - 2024年2月15日閉鎖。担当路線は福生、上水の各営業所に移管した。

## 高速バス路線
1991年に空港連絡バスと夜行高速バス「シャルム号」（2009年撤退）を運行開始して高速バス事業に参入。2008年より高速バス路線の運行はシティバス立川へ移管されていたが、2018年のシティバス立川の吸収合併に伴い、立川バス本体へ再移管された。
- 1991年
  - 2月 - 立川 - 成田空港線を運行開始、高速バス路線に参入。
  - 4月 - 玉川上水・立川 - 神戸線「シャルム号」を運行開始。初の夜行高速バス参入。
- 2000年7月 - 拝島営業所・立川 - 羽田空港線を運行開始。
- 2008年11月16日 - この日をもって高速バス・空港連絡バスの運行がシティバス立川へ移管される。
- 2009年5月13日 - この日の出発便を最後に、シティバス立川が「シャルム号」から撤退。
- 2013年11月22日 - 中央高速バス立川飯田線を運行開始[23]。
- 2016年9月16日 - 立川飯田線で運行系統の見直しを実施。
- 2018年7月1日 - シティバス立川の消滅に伴い、高速バスが立川バスへ再移管（福生営業所が担当）。

### 高速バス (現行路線)

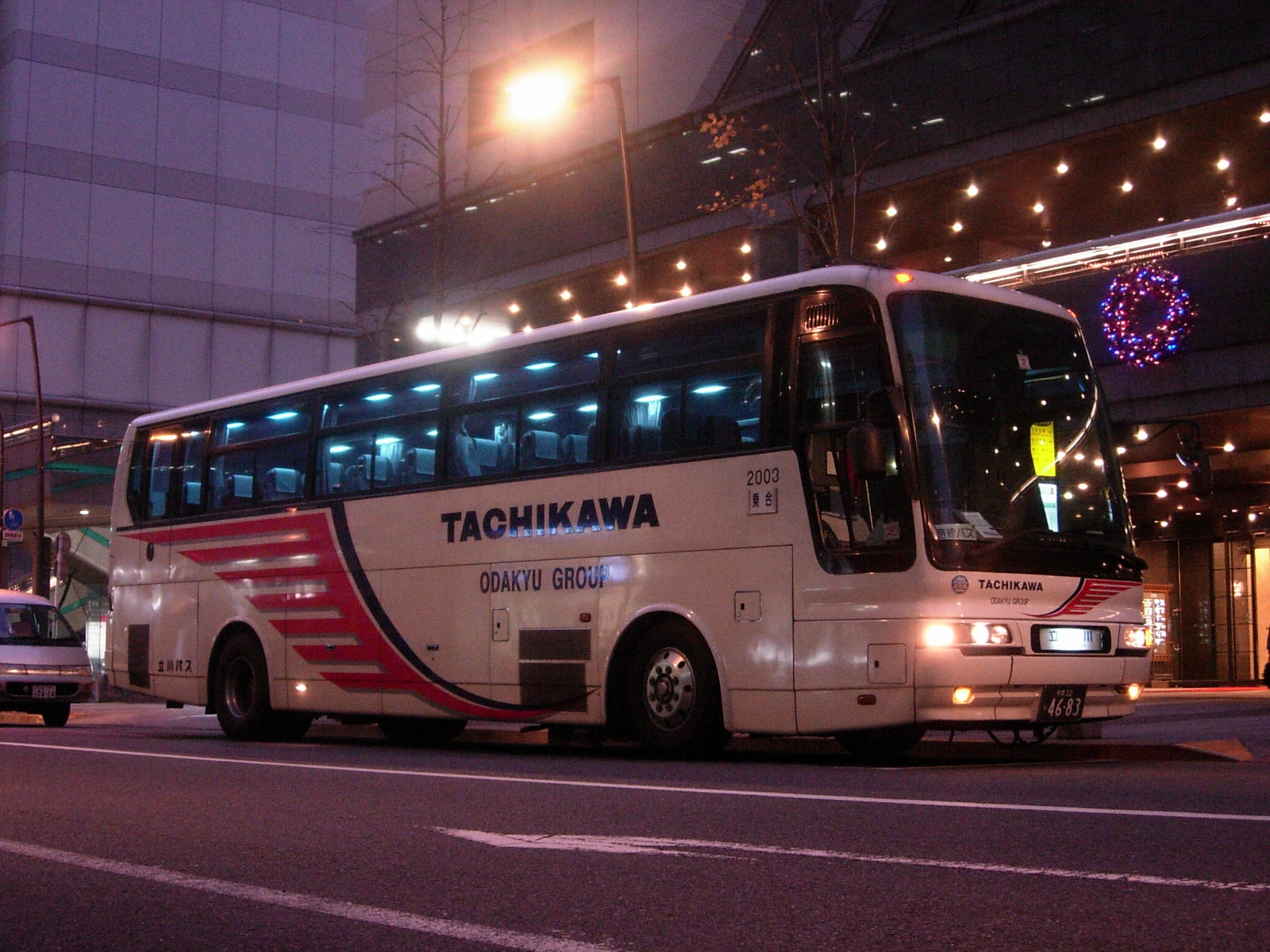
空港連絡バス羽田線（2006年、立川パレスホテル前）

<>内は共同運行会社。括弧内は一部便のみ停車。

#### 空港連絡バス
- 拝島営業所 - パレスホテル立川 - 立川駅北口 （- 国立駅南口  - 谷保駅 ）- 羽田空港 <京浜急行バス>
- 上水営業所 - 立川駅北口 - 成田空港 <東京空港交通、成田空港交通>

2008年11月16日、上記の空港連絡バス2路線が立川バスから移管された。
2017年4月28日に羽田空港線でダイヤ改正が行われ、新たに一部便で国立駅・谷保駅への停車が開始された。

#### 立川 - 飯田線
- （昭島駅南口 - ）立川駅南口 - 中央道辰野 - 中央道駒ヶ根インター - 飯田駅 <京王バス、伊那バス>

2013年11月22日、中央高速バスの路線（昼行便）として「立川飯田線」が運行開始された。当初は、京王バス・立川バスが各一日2往復、伊那バスが一日2往復、合計一日4往復で運行されていた。また京王バスは南大沢駅発（八王子工業団地経由）、立川バスと伊那バスは昭島駅経由で拝島車庫が終点であった。
2016年9月16日に運行系統の見直しを行い、南大沢駅・八王子工業団地・拝島車庫の停留所が廃止された（この時点ではまだ一日4往復が維持されていた）
その後、3社が各一日1往復に減便され、一日3往復となっている。

#### 御殿場線
- （下り）立川駅北口 → パレスホテル立川 → 矢川駅 → 御殿場インター前（小田急ハイウェイバス御殿場営業所）  → 御殿場駅（乙女口） → ホテルクラッド木の花の湯 → 御殿場プレミアム・アウトレット
- （上り）御殿場インター前（小田急ハイウェイバス御殿場営業所） → 御殿場駅（乙女口） → ホテルクラッド木の花の湯 → 御殿場プレミアム・アウトレット→ 矢川駅 → 立川駅北口 → パレスホテル立川

2018年8月18日、運行開始。過去2回運行した御殿場プレミアム・アウトレットへのツアー形式での運行が好評だったことから、自社単独運行の高速乗合バスとして土曜・日曜・祝日限定で1日1往復運行開始した。箱根へのアクセスとしても活用すべく「箱根フリーパスセット券(往復乗車券付き)」も同時に発売開始した。2023年7月8日からは御殿場駅（乙女口）に乗り入れを開始した。

### 高速バス (廃止路線)

#### 夜行高速バス「シャルム号」

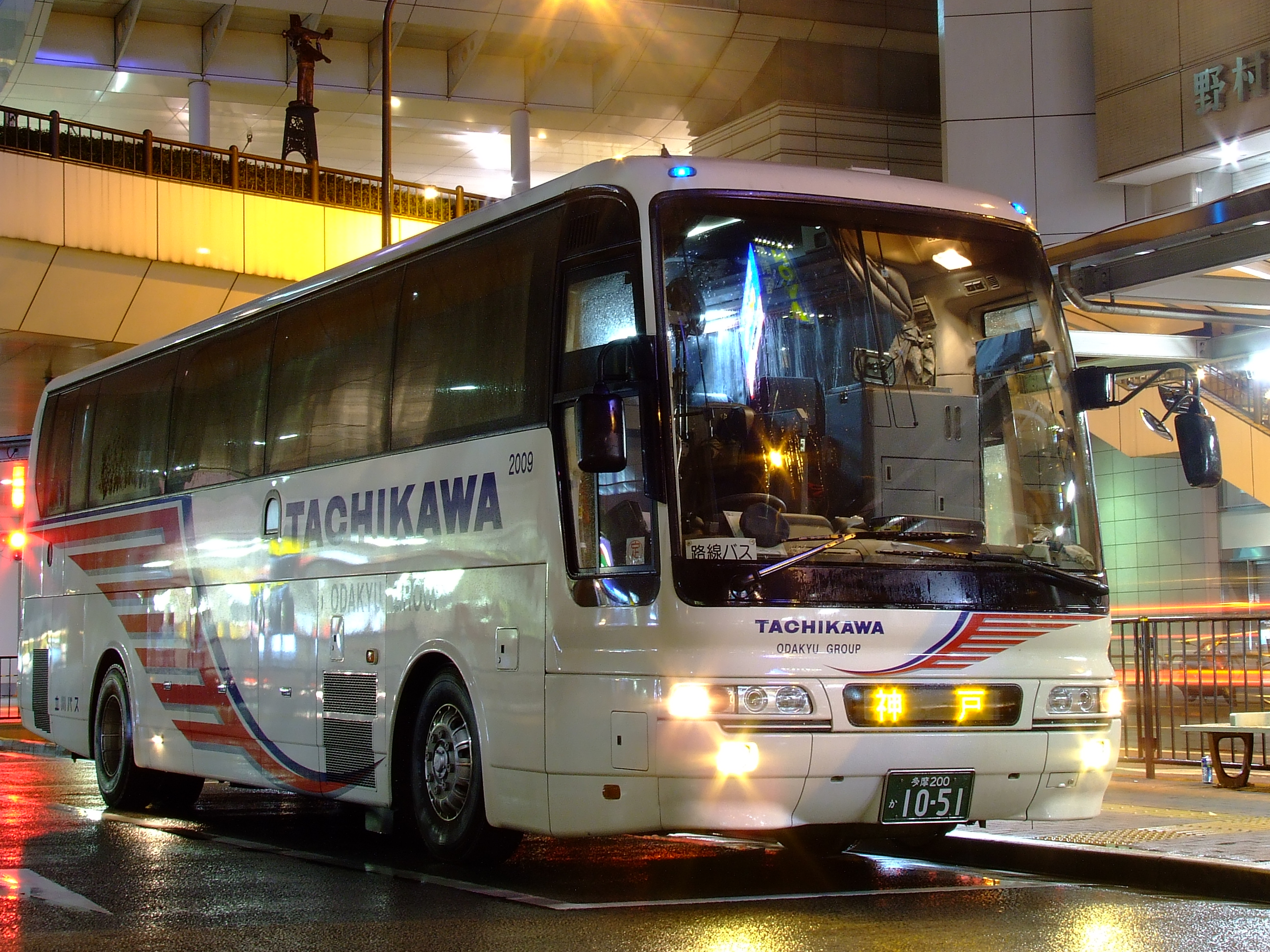
神戸行き「シャルム号」の車両（2007年、立川駅北口）

1991年4月より、夜行高速バス神戸線「シャルム号」（上水営業所・玉川上水駅・立川駅 - 学園都市駅・三宮駅・垂水駅）を運行開始。立川バスとしては初となる夜行高速バスへの参入であった。山陽電鉄バス（当時）との共同運行で、上水営業所発だが拝島営業所が担当していた。「シャルム号」は立川バス側の愛称で「シャルム」はフランス語で「魅力」を意味する。1993年1月に舞子駅まで延伸された。
2008年11月16日に拝島営業所からシティバス立川へ移管されたが、2009年5月13日発車便を最後にシティバス立川が撤退。「シャルム号」の撤退により立川バスの夜行高速バス路線は消滅した。
撤退後は、南海バスが運行し立川バスが運行支援をしてきた立川 - 京都・大阪線（拝島営業所・玉川上水駅南口・パレスホテル立川・立川駅北口 - 京都駅八条口・南海なんば高速バスターミナル・湊町バスターミナル・JR堺市駅前・南海堺東駅前・南海堺駅前）と、「シャルム号」を統合した立川 - 京都・大阪 - 神戸線へと移行し、南海バスと山陽電鉄バス（2011年3月1日以降は山陽バス）による運行となった。山陽バスでは「レッツ号」の愛称を用いている。立川バスは撤退後も引き続き運行支援を行っていたが、同路線の予約・乗車券発券業務は行っていない。

## 車両

### 車両メーカー

#### 一般路線車
大型路線車はいすゞ自動車と日野自動車（ジェイ・バス製）および三菱ふそう製、中型路線車はいすゞ自動車製と三菱ふそう製、小型路線車は日野自動車と三菱ふそう製、高速車・観光車は三菱ふそう製と日野自動車製を導入している。また特定輸送用にトヨタ自動車のマイクロバスが在籍する。
路線車はいすゞと三菱ふそうの車両を中心に導入してきたが、過去には日野・BH型ボンネットバスや日野・RB10が在籍したことがある。
日野車は、その後は長らく大型路線車が在籍していなかったが、2020年に立川バスでは初のハイブリッドバスとなるブルーリボンハイブリッド（HL系、2SG-HL2ANBP）のJ410号車が上水営業所に配置された。J410号車には立川バス一般路線車としては初めて、客席にモバイル機器の充電用USB端子が備え付けられた。これは立川バスとしては数十年ぶりの日野製大型路線車の導入となる。翌2021年にはJ411号車が増車され、2022年にもJ412号車が増車されている。
また、2024年になってから、福生営業所にも数台日野ブルーリボンハイブリッドが配属された。
なお、ブルーリボンハイブリッドの社番には過去に日野大型路線車に付番されていた100番台ではなく、中型長尺車の「エルガJ」と同じ400番台が付番された。エルガJは401 - 408号車であったが、409を飛ばして410からの付番となっている。
日産ディーゼル車は、大型路線車として4R系とU/UA系が1991年（平成3年）式まで（4R95→U20H→P-U32L→P-U33L→U-UA440LSNまで）が拝島営業所のみに集中配置されていた。富士重工業製車体を架装し、P-U32LからP-U33Lへモデルチェンジした1988年（昭和63年）式より5Eから7E車体となった。P-U33LのH565号車はハイバックシートのワンロマ車で、U-UA440LSNは1991年に2台（H568号車・H569号車）のみ導入された。以降は日産ディーゼル製路線車の導入は途絶え、拝島営業所でも他の営業所と同様にいすゞ車とふそう車が導入されるようになる。拝島営業所へ集中配置された日産ディーゼル車は2004年までに全車除籍された。なお、その後三菱ふそうのエアロスター-Sが導入されているが、これは日産ディーゼルRAのOEM車であり、RAはUA系の実質的な後継モデルにあたる。中型路線車の導入はK-RM80G(H101)が前後扉仕様の富士重工業4Eボディで1台導入されている。
三菱ふそう車は、大型車のエアロスター、小型車のエアロミディMEが在籍する。過去には呉羽車体製の車両を採用した車両や中型ロング車であるエアロミディMKが在籍し、UDトラックスのバス製造事業撤退以前はスペースランナーRAのOEM供給車であるエアロスター-Sを導入するなど、小田急バスとは異なる車種を導入していた。エアロスター-Sは立川バスでは唯一となる西日本車体工業製車体架装の車種である。
いすゞ車は、過去の大型・中型路線車では純正車体のIKコーチ製車体と富士重工業製車体の両方が架装されていたが、エルガとエルガミオにモデルチェンジされてからは全てジェイ・バス製の純正車体で導入されている。富士重工業製車体架装車のうち、上水営業所所属のJ717号車（KC-LV380L、1998年式）は、2024年現在も現役である。過去には大型短尺車のいすゞ・キュービックLT（KC-LT333J、純正車体）が国立営業所に在籍した。また過去の特徴的な車両として、いすゞブランドで導入された中型長尺車の「エルガJ」がある（#いすゞ・エルガJを参照）。
特徴的な点として一般路線車の扉配置があり、過去には東京都内では少数派であった前後扉（引戸）を採用していた。1996年（平成8年）頃の導入車まで前後扉車があり、この時期までに導入されたいすゞ・三菱ふそう・日産ディーゼルの車両に見られる。首都圏で多く導入された3扉車は採用していない。

##### いすゞ・エルガJ

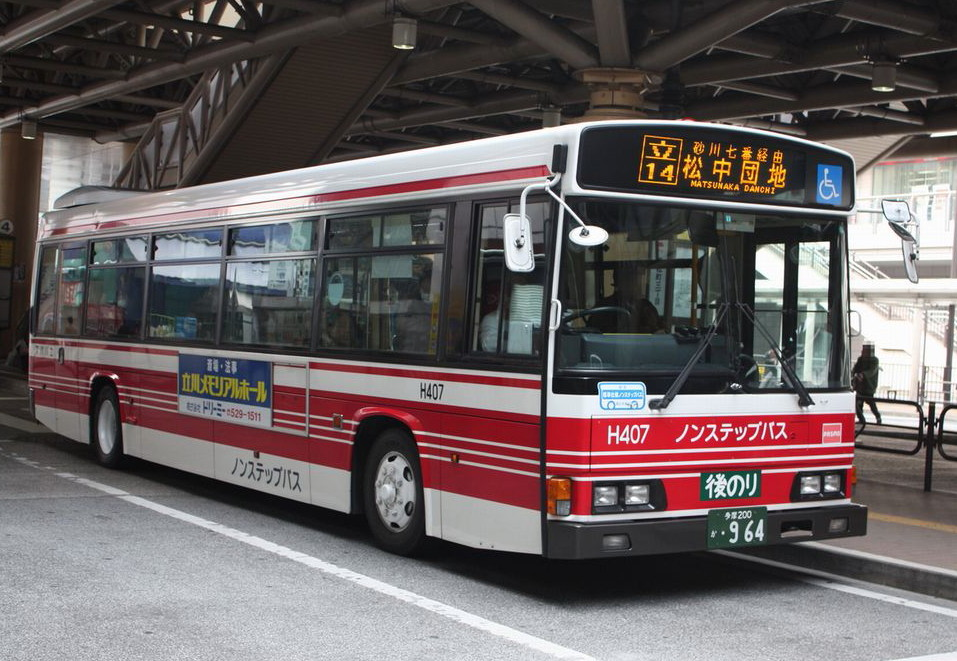
いすゞ・エルガJ（H407）
2009年、立川駅北口にて撮影

過去の特徴的な車種として、2004年から2005年にかけて日野・レインボーHRのOEM供給車であるいすゞ・エルガJ (PK-HR7JPAC) が8台導入された。エルガJには400番台の社番が付番され、401号車から408号車となった。うち401 - 405号車の5台が2004年式、406 - 408号車の3台が2005年式である。
エルガJは2015年3月までに全車が除籍され、さよなら運転も行われた。
エルガJは供給量が非常に少なく、立川バスは全国最大のユーザーであった（首都圏ではその他、京成バス市川営業所に2台導入されている）。除籍後の車両は以下の3事業者へ移籍している。
- 熊本電気鉄道へ4台
- 熊本都市バスへ2台
- 道南バスへ2台

#### コミュニティバス
コミュニティバス用の小型車は、1980年の武蔵村山市内循環バス運行開始時に市が購入したマイクロバスのいすゞ・ジャーニーLが在籍していた。その後に日野・レインボーRBに代替され、「MMシャトル」の愛称が付されてからは日野・リエッセに変わり、さらに小型ノンステップバスの三菱ふそう・エアロミディME、日野・ポンチョが導入された。立川市「くるりんバス」や国立市「くにっこ」では初代ポンチョ、昭島市「Aバス」では三菱ふそう・ローザが、それぞれ運行開始時に専用車として採用された。ぶんバス西町ルートへの参入時にはリエッセのCNG車を導入した。
経年とバリアフリー対応による車両代替の結果、現在はすべてのコミュニティバス路線で2代目ポンチョ（HX系）が使用されている。コミュニティバス車両は委託元の自治体により仕様の違いがあり、2代目ポンチョはショートボディ、ロングボディの両方を導入している。

#### 高速・貸切車
高速車・貸切車は三菱ふそうエアロクィーン・エアロエース、日野・セレガが在籍する。中型貸切車は日野・メルファを採用している。過去には川重車体架装の大型観光車が在籍した。また、近年まで9m車のガーラを所有していた。
貸切・特定車として、トヨタ自動車製のコースターとハイエースが導入されている。

### カラーリング
小田急グループ入り以前は独自塗装を用いていたが、1954年に小田急電鉄の傘下となってからは、路線車は小田急バスとほぼ同一のカラーリングとなった。ただし細部の塗り分けなどが異なる。過去には立川バスの車両にも、小田急バスと同じ「犬マーク」のレリーフが付けられていた。初期のノンステップバスには、立川バスカラーをアレンジした専用カラーが施されており、木の模様が描かれていたため「木バス」と呼ばれていた。
高速バス・貸切バスもかつては独自塗装が用いていたが、小田急グループ入り後は小田急グループカラーに統一されている。また復刻塗装の車両も存在する。
車両は小田急グループマテリアルズを介して購入しており、小田急グループ各社で仕様を統一することでコスト削減を図っている。

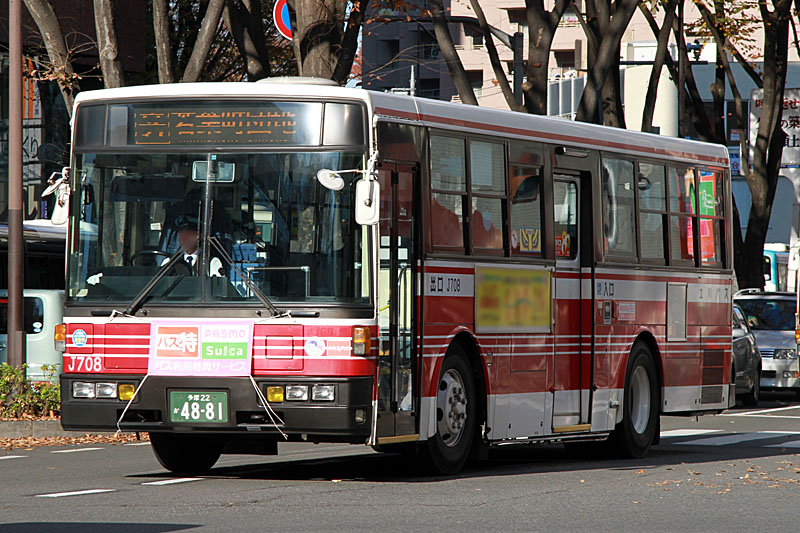
いすゞ・LV 富士重工7Eボディ架装車
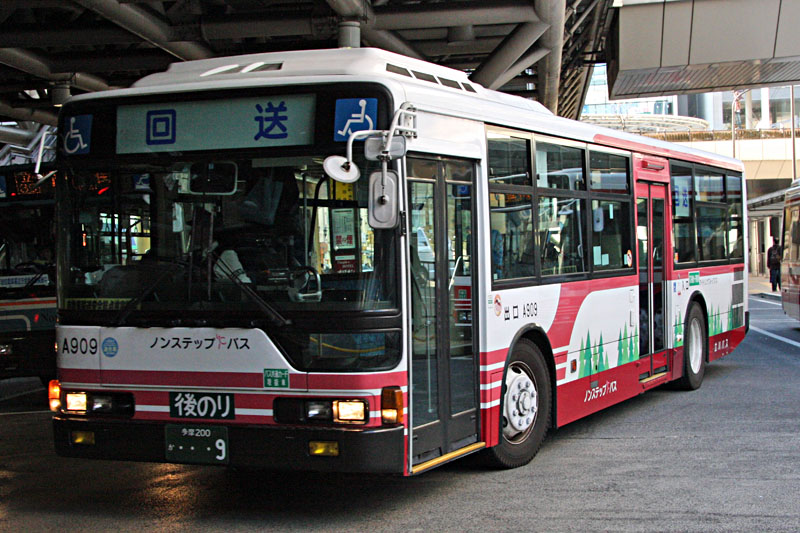
初期のノンステップ車（「木バス」塗装） 三菱ふそう・エアロスター
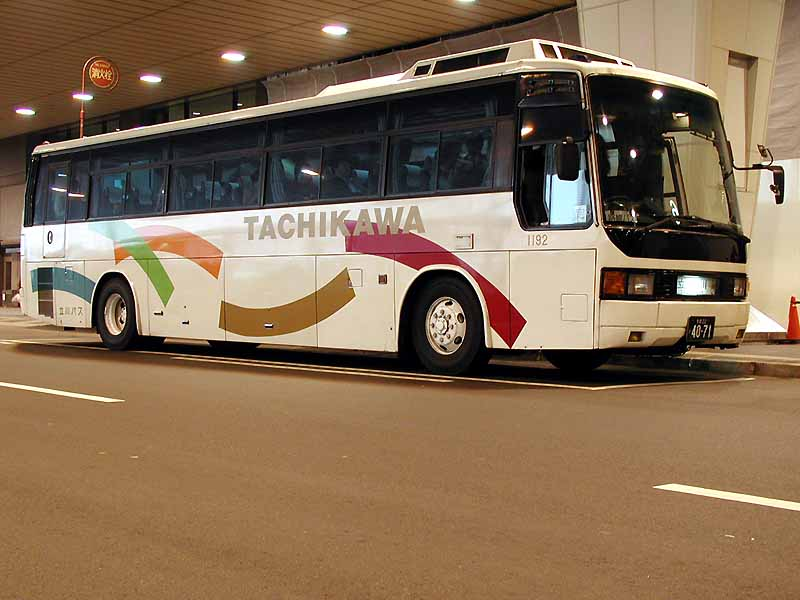
貸切・高速路線車（旧塗装） 三菱ふそう・エアロバスクイーンバージョン

#### リラックマとのタイアップ
2007年8月から拝島営業所の大山団地線において、サンエックスのキャラクター・リラックマをあしらったラッピングバス「リラックマバス1号車」が運行開始された。2006年から2007年当時は若者のバス離れによる乗客減が深刻な問題となり、沿線に観光資源がない通勤特化型の立川バスとしては「乗りに来てもらう」ことを目指し、当時在籍した若手社員らの「バスをテーマパークに」というアイディアにより「立川バス=リラックマバス」のイメージを定着させるべく始められたのがリラックマのラッピングバスであった。
外装はもとよりシートにもリラックマが描かれ、前面のLED式行先表示器にもリラックマやキイロイトリが表示されるようになっている。この「リラックマバス1号車」は同年11月から上水営業所に移籍し、その後は国立地区（上水営業所所轄）で運行された。
2009年11月からは水色の「リラックマバス2号車」がデビューし、若葉町団地線（同じく上水営業所所轄）にて運行を開始した。
2012年時点でこの「リラックマバス」は5台存在し、ボディカラーは1号車がイエロー（福生営業所所属の三菱ふそう・エアロスターS）、2号車がスカイブルー（上水営業所所属のいすゞ・エルガ）、3号車がブルーベースのスペーシーなデザインカラー（福生営業所所属の三菱ふそう・エアロスター）、4号車がグリーン（上水営業所所属のいすゞ・エルガミオ）、新4号車がピンクベースのいちごなどをあしらったりしたカラー(上水営業所所属の三菱ふそう・エアロスター)、5号車が水色（立川地区～羽田空港間のリムジンバス）となっており、立川バスの運行エリア全域で運行している。
初代1号車は2013年3月で代替となり、新旧の1号車同士が2013年3月9日開催の「立川バスファン感謝祭」で並んだ。また旧3号車は上水営業所から瑞穂営業所への転属に伴い、登録番号がリラックマにちなみ「5656（ゴロゴロ）」へ変更された。5号車も同じく登録番号が「5656」となっている。なお5号車は2016年に高速バス立川飯田線（2013年運行開始）へ転用され、貸切車の旧塗装を再現した復刻塗装に変更されリラックマバスではなくなった。
このリラックマバスが好評だったことから、2015年3月からは同じサンエックスのキャラクター・すみっコぐらしをあしらった「すみっコぐらしバス」を登場させた。

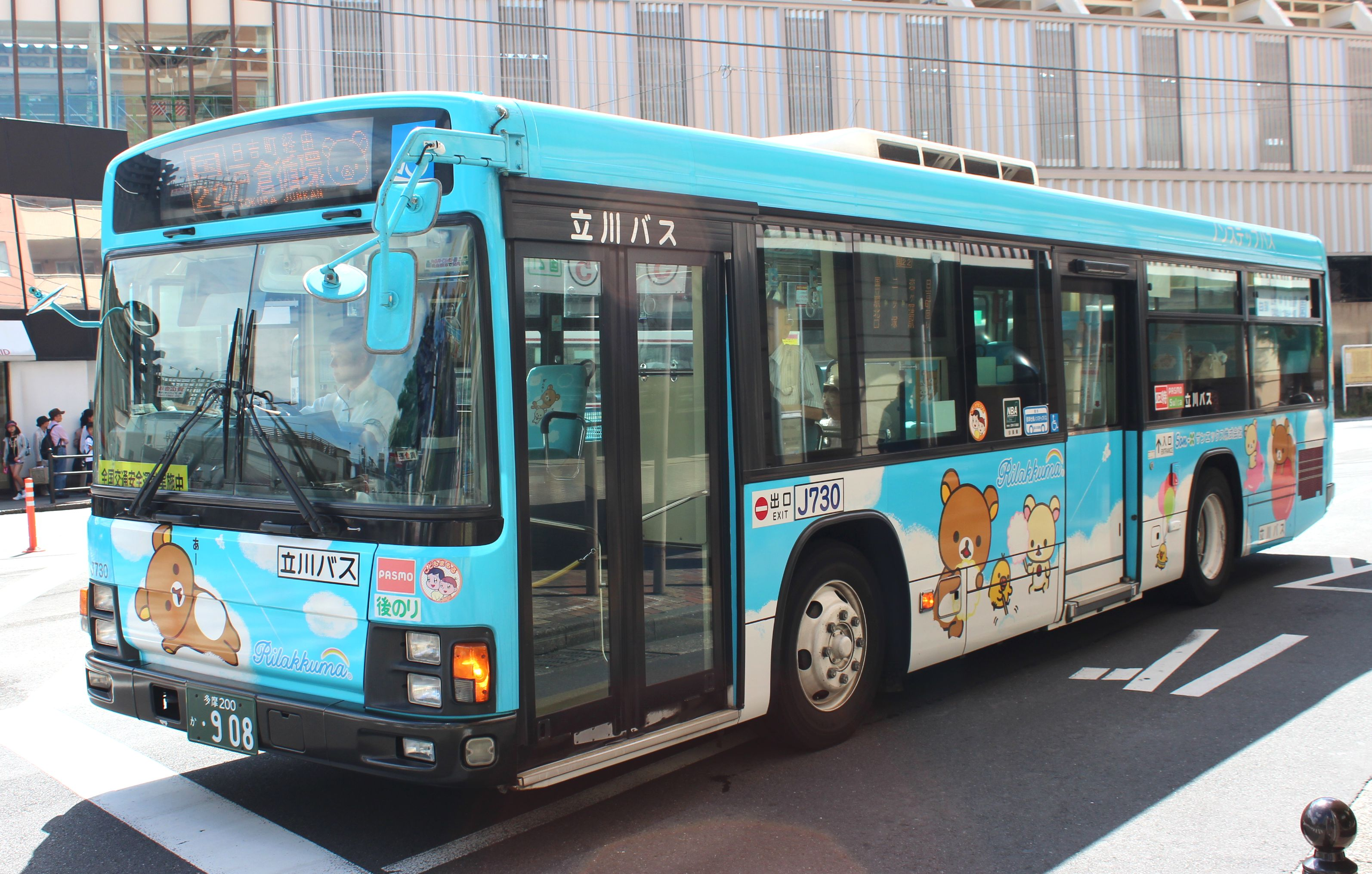
リラックマバス（2号車）
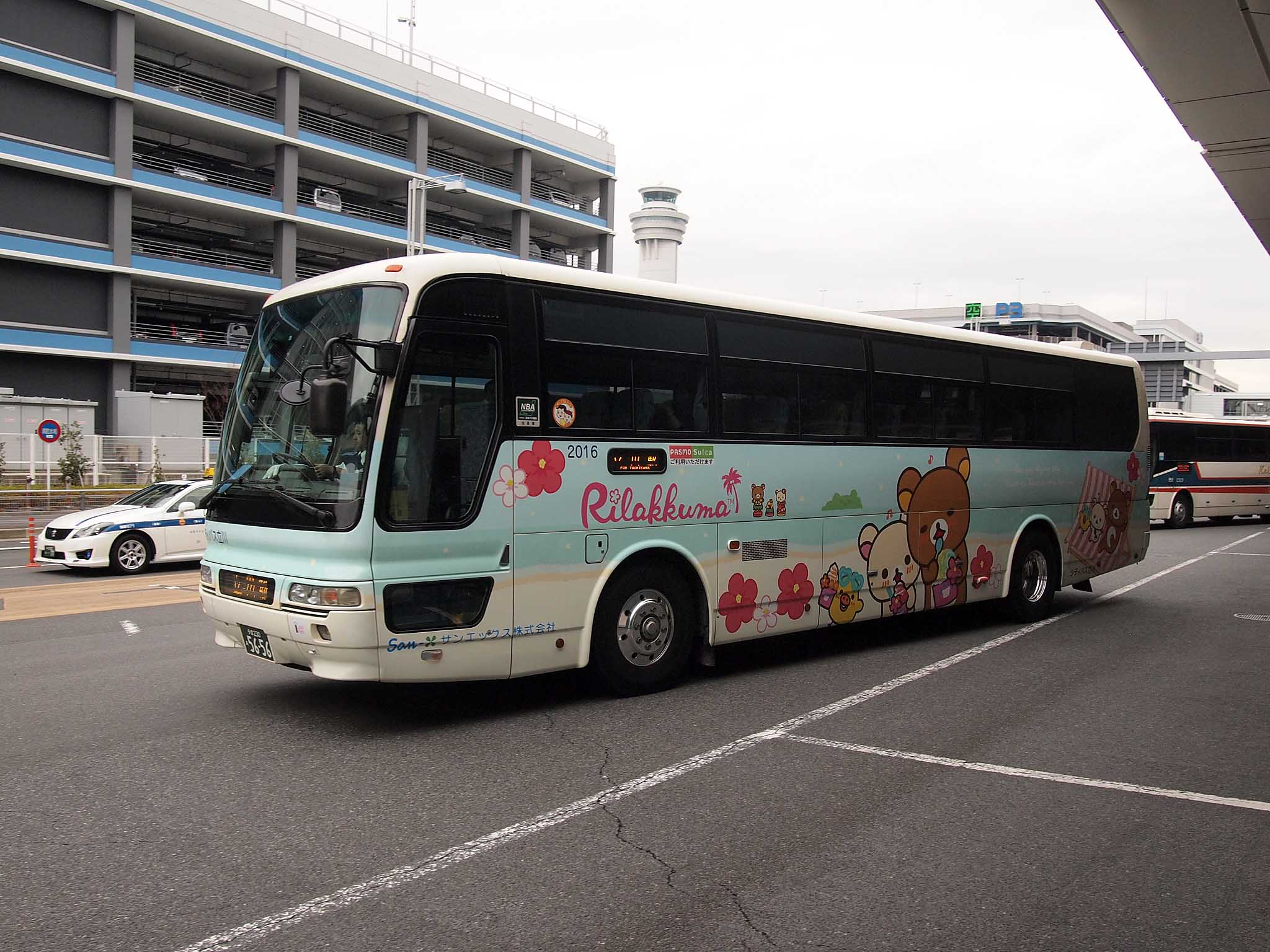
リラックマバス（5号車：シティバス立川） 2016年に塗装変更されリラックマバスではなくなった。

### 社番
一般路線車の社番は、営業所記号（アルファベット1〜2文字）と、1〜3桁の固有番号で表記される。
| J      | 780      |
| ------ | -------- |
| 営業所 | 固有番号 |

- 営業所
  - アルファベット記号は、#営業所を参照。
- 固有番号（百の位）
  - なし：小型車（メーカー不問、1〜2桁）
  - 1：日野中型・大型（BYDに付与された（F101) ）
  - 2：三菱ふそう中型・中型長尺（固有番号251〜）
  - 3：いすゞ中型
  - 4：いすゞ中型長尺（2015年3月に全廃）、日野大型ハイブリッド車
  - 5：日産ディーゼル大型（2004年に全廃）
  - 6・7：いすゞ大型
  - 8・9：三菱ふそう大型（日産ディーゼルからのOEMを含む）

上記の付番法則により、例えばJ780は上水営業所所属のいすゞ大型車となる。600・800番は欠番となるため、999の次は801となる。
コミュニティバス用などの小型路線車は、メーカーにかかわらず1〜2桁の固有番号となる。武蔵村山市内循環バスを上水営業所が担当していた頃のジャーニーLとレインボーRBには「JM-」の専用記号が付与されていた（上水営業所のJと武蔵村山市のMを組み合わせたもの。ハイフンが付く）。瑞穂営業所へ移管され「MMシャトル」の愛称が付いてからは廃止され、リエッセの導入以降は瑞穂営業所の記号「M」となった。
貸切車・高速路線車・特定輸送車は、営業所記号は付与されず、4桁の固有番号のみとなる。
- 1000・1200番台：特定輸送車
- 1100番台：貸切車
- 2000番台：高速路線車